# Cirkut
Henry Russell Walter, thường được biết đến với nghệ danh Cirkut (sinh ngày 23 tháng 4 năm 1986), là một nam nhạc sĩ kiêm nhà sản xuất thu âm người Canada. Anh đã tham gia sản xuất và sáng tác ca khúc cho nhiều nghệ sĩ quốc tế như Britney Spears, Ke$ha, Rihanna, Katy Perry, Nicki Minaj, B.o.B, Lil Wayne và Taylor Swift.

## Danh sách đĩa nhạc
| Năm  | Nghệ sĩ                 | Album                                                              | Ghi chú |
| ---- | ----------------------- | ------------------------------------------------------------------ | --- |
| 2008 | Britney Spears          | Circus                                                             | Đồng sản xuất, đồng sáng tác ("Mmm Papi") |
| 2011 | Kesha                   | I Am the Dance Commander + I Command You to Dance: The Remix Album | Phối khí ("Blow (Cirkut Remix)") |
| 2011 | Britney Spears          | Femme Fatale                                                       | Đồng sản xuất, đồng sáng tác ("Seal It With A Kiss") |
| 2011 | The Weeknd              | House of Balloons                                                  | Sản xuất, đồng sáng tác ("High For This") |
| 2011 | Sabi                    | Upcoming Debut Album                                               | Đồng sản xuất, đồng sáng tác ("Wild Heart", "Where They Do That At") |
| 2011 | Jessie J                | Who You Are (Platinum Edition)                                     | Đồng sản xuất, đồng sáng tác ("Domino") |
| 2011 | Flo Rida                | Wild Ones                                                          | Đồng sản xuất, đồng sáng tác ("Good Feeling") |
| 2011 | Taio Cruz               | TY.O                                                               | Đồng sản xuất, đồng sáng tác ("Hangover", "Make It Last Forever", "Tattoo") |
| 2011 | Rihanna                 | Talk That Talk                                                     | Đồng sản xuất, đồng sáng tác ("You da One", "Where Have You Been", "Fool in Love") |
| 2011 | T-Pain                  | RevolveR                                                           | Đồng sản xuất, đồng sáng tác ("Turn All the Lights On") |
| 2012 | Adam Lambert            | Trespassing                                                        | Đồng sản xuất, đồng sáng tác ("Never Close Our Eyes", "Better Than I Know Myself") |
| 2012 | Katy Perry              | Teenage Dream: The Complete Confection                             | Đồng sản xuất ("Part Of Me") Đồng sản xuất, đồng sáng tác ("Wide Awake") |
| 2012 | Nicki Minaj             | Pink Friday: Roman Reloaded                                        | Đồng sản xuất, đồng sáng tác ("Young Forever", "Va Va Voom", "Masquerade") |
| 2012 | Karmin                  | Hello                                                              | Sản xuất, đồng sáng tác ("Brokenhearted") |
| 2012 | B.o.B                   | Strange Clouds                                                     | Đồng sản xuất, đồng sáng tác ("Both of Us", "Strange Clouds", "Arena") |
| 2012 | Marina and the Diamonds | Electra Heart                                                      | Đồng sản xuất, đồng sáng tác ("Primadonna", "Lies", "How To Be A Heartbreaker") |
| 2012 | Baby E                  | Upcoming Debut Album                                               | Sản xuất, đồng sáng tác ("One More Time") |
| 2012 | Cody Simpson            | Paradise                                                           | Đồng sản xuất, đồng sáng tác ("Wish U Were Here") |
| 2012 | Cher Lloyd              | Sticks + Stones                                                    | Đồng sản xuất, đồng sáng tác ("Oath") |
| 2012 | Becky G                 | TBA                                                                | Đồng sản xuất, đồng sáng tác ("Problem (The Monster Remix") |
| 2012 | Ke$ha                   | Warrior                                                            | Đồng sản xuất, đồng sáng tác ("Warrior", "Die Young", "C Mon", "Thinking Of You", "Crazy Kids", "Wherever You Are", "Dirty Love", "Wonderland", "Only Wanna Dance With You", "Supernatural", "Gold Trans Am", "Last Goodbye") |
| 2012 | Britney Spears          | Till the World Ends (Twister Remix)                                | Đồng sản xuất ("Till The World Ends") |
| 2012 | Ellie Goulding          | Halcyon                                                            | Đồng sản xuất, đồng sáng tác ("High For This") |
| 2012 | Ke$ha                   | Deconstructed                                                      | Đồng sáng tác ("Die Young", "Supernatural") |
| 2023 | Jungkook                | Seven                                                              | Seven ("feat Latto") |
| 2024 | Rosé                    | Rosie                                                              | Apt. (với Bruno Mars) |